# اسپارتا (کارولینای شمالی)
اسپارتا (به انگلیسی: Sparta) شهری در ایالت کارولینای شمالی کشور ایالات متحده آمریکا است که جمعیت آن در سرشماری سال ۲۰۱۰ میلادی، ۱٬۷۷۰ نفر بوده‌است.